# Túmulo alargado

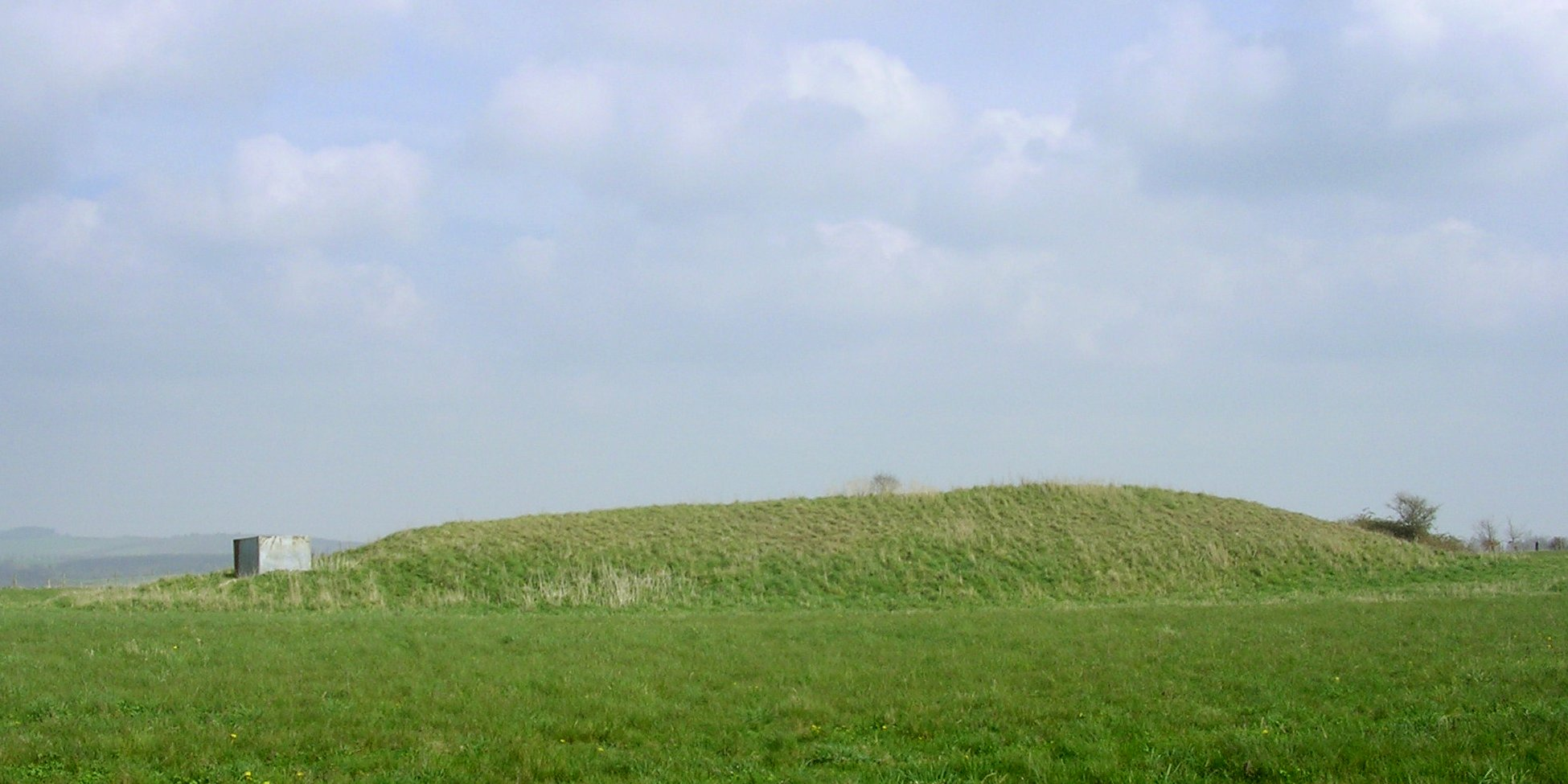
Túmulo alargado con tierras bien conservadas, en Gussage Down en el área de Cranborne Chase de Dorset, Reino Unido.

Un túmulo alargado o túmulo largo es un tipo de monumento prehistórico que data de principios del período Neolítico. Son túmulos o montículos de tierra rectangulares o trapezoidales tradicionalmente considerados como tumbas colectivas. Además, este tipo de túmulos son también típicos de varias culturas del norte de Europa del I milenio a. C.: celta, eslava y las bálticas.

## Cámara y tierra
La decisión de si un túmulo alargado usó madera o piedra parece haberse basado en gran medida en la disponibilidad de dichos recursos.
Algunos de los túmulos alargados contenían cámaras forradas de piedra dentro de ellos. Los arqueólogos de principios del siglo XX comenzaron a llamar a estos monumentos tumbas con cámara. Los arqueólogos Roy y Lesley Adkins se refirieron a estos monumentos como túmulos alargados megalíticos. En la mayoría de los casos, se usó piedra local donde estaba disponible. El estilo de la cámara se divide en dos categorías. Una forma, conocida como grottes sepulchrales artificialielles en la arqueología francesa, se excavan en la tierra. La segunda forma, que está más extendida, se conoce como criptas dolmenicas en la arqueología francesa e involucraba la cámara que se erigía sobre el suelo. Muchas cámaras largas contenían cámaras laterales dentro de ellas, a menudo produciendo una forma cruciforme. Otros no tenían tales huecos laterales; estos se conocen como tumbas indiferenciadas.
El término túmulo alargado de tierra fue acuñado por el arqueólogo británico Stuart Piggott. Estos túmulos alargados podrían haber utilizado madera porque la piedra no estaba disponible.

## Túmulos alargados en Reino Unido
Alrededor de 300 se conocen entre Escocia e Inglaterra, con una mayor concentración de los monumentos en el sur y el este de Inglaterra. En otras partes de las islas británicas los pueblos neolíticos enterraban a sus muertos en tumbas megalíticas.
Las excavación arqueológicas indican que la construcción del túmulo tierra era la última fase de una secuencia compleja en relación con el ritual de inhumación de los muertos que tenía lugar en la sociedad británica entre alrededor el 4 000 y el 2 400 a. C.. Muchos túmulos alargados empezaron como pequeños recintos rectangulares de bancos de tierra coronados por una empalizada de madera, constituyendo un recinto mortuorio. Dentro de este se construía una cámara funeraria del tamaño de una habitación con grandes postes de madera. A veces una gran entrada en madera se construía junto con un avenida de postes de madera. Los restos humanos eran colocados en esta cámara, a veces todos a la vez y, a veces durante un período de tiempo. A menudo, los huesos hallados en ellos están desarticulados, lo que implica que los cuerpos fueron sometidos a exposición y excarnation antes del entierro o que fueron enterrados en otro lugar y exhumados a los efectos del entierro en el túmulo. Rara vez se encuentran esqueletos completos y parece que solo los huesos largos y cráneos sobrevivieron hasta la inhumación final.
Hasta cincuenta individuos separados se disponían en los recintos: hombres, mujeres y niños. Solo hay restos limitados de ajuar en este tipo de enterramientos colectivos, a pesar de la suposición de que estas personas gozaban de alto estatus. Las cámaras fueron rodeadas y cubiertas por cairns de grandes piedras, o fueron incendiadas en el caso de ejemplos en Yorkshire. Solo después de estos preámbulos el túmulo de tierra era construido sobre la parte superior de los cuerpos. El túmulo era a menudo mucho más grande que el recinto mortuorio original y el material utilizado era el procedente de las zanjas excavadas paralelas a los lados largos del recinto. Algunos túmulos cuando se excavaron presentaban pruebas de que los montículos estaban divididos por zarzos que no tenían, al menos de forma evidente, fines estructurales.

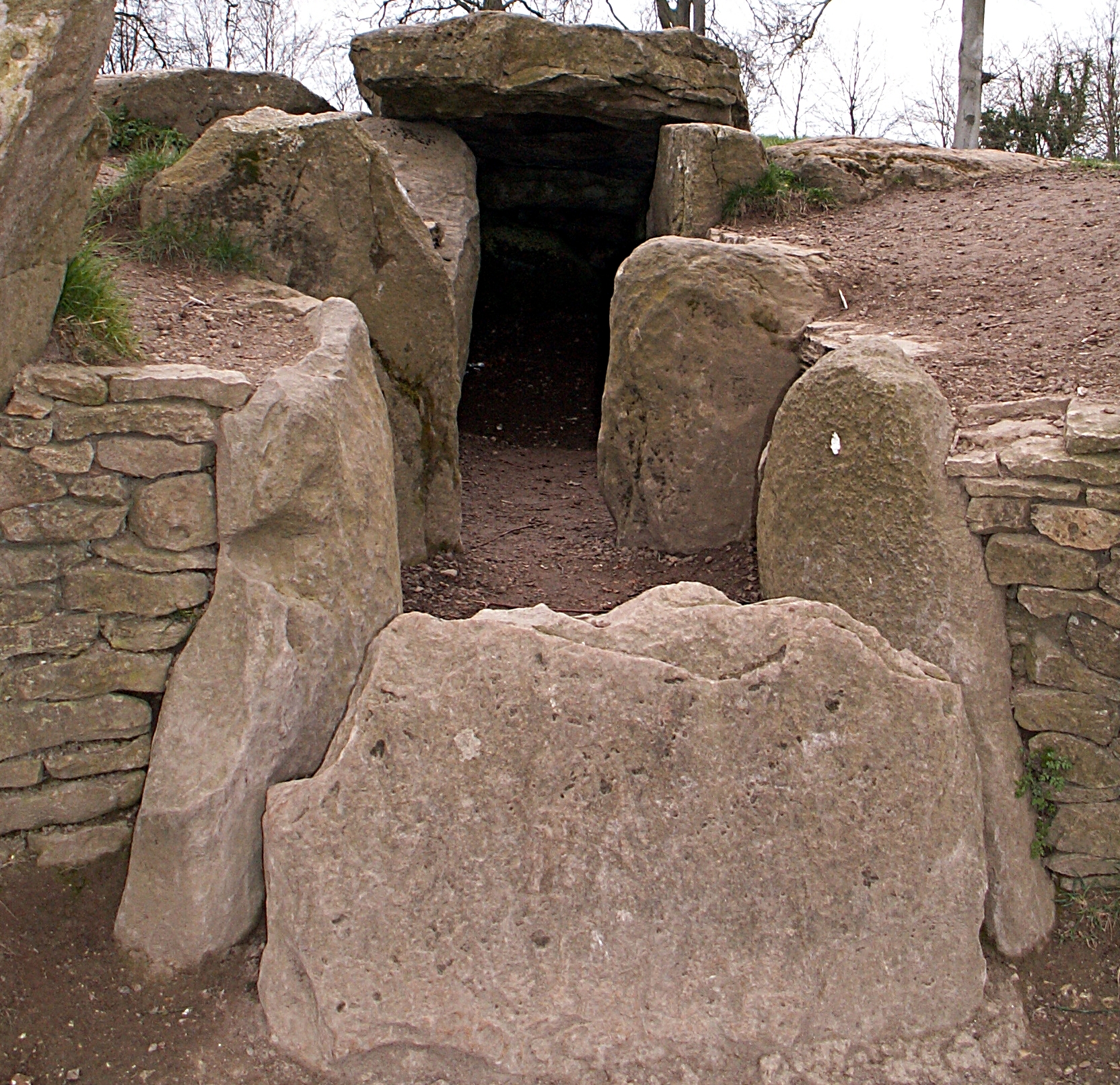
Piedras expuestas de la cámara funeraria del túmulo alargado de Wayland's Smithy, Oxfordshire, Reino Unido.

Un grupo similar es el de túmulos alargados con cámara, que contienen cámaras funerarias de piedra, construidas a partir de losas. Estos túmulos pueden venir de una tradición diferente o pueden indicar diferencias en el diseño causadas por la disponibilidad de materiales utilizables.
En muchos casos, por la exposición a la intemperie y por los efectos de los trabajos agrícolas durante siglos, junto con excavaciones de los principios de la arqueología y los saqueos han dejado solo las partes de piedra de las cámaras de los monumentos, al mismo tiempo que pocos túmulos construidos en tierra y madera han podido sobrevivir bajo la superficie. Sin embargo, otros aún son visibles en el campo como túmulos, de entre 15 y 125 m de largo y hasta una altura de 4 a 5 m.
La mitad de los túmulos en Gloucestershire, el 66 % en Hampshire, el 80% en Lincolnshire y casi todos los túmulos funerarios en Essex han sido dañados. De acuerdo con el English Heritage las modernas técnicas de labranza han hecho tanto daño en las seis últimas décadas como la labranza tradicional hizo en seis siglos.
Se ha conjeturado que los túmulos alargados pudieran derivar de las casas comunales de madera construidas en el Neolítico del continente europeo por la cultura de la cerámica de bandas que fue contemporánea con el Mesolítico británico.[cita requerida] Los arqueólogos, incluyendo a Ian Hodder, han señalado las similitudes entre las dos formas, aunque en un número significativo de montículos alargados en el sur de Inglaterra se demostró que tenían evidencia primaria de enterramiento en todos. Tradicionalmente, estas estructuras se han interpretado como "casas" para la muerte y que los constructores de túmulos pudieron haber continuado esta vieja idea en el Neolítico y épocas posteriores. En los túmulos que contienen cantidades apreciables de restos humanos, su concentración en tan solo una pequeña parte de la estructura global, lo que ha llevado a algunos a argumentar que el túmulo alargado no era simplemente un repositorio para los muertos, sino también un monumento general actuando como un marcador territorial, un lugar de ofrenda religiosa y un centro comunitario.[cita requerida] Algunos parecen haber sido construidos sobre sitios de ocupación preexistentes, lo que puede apoyar esta interpretación. Los túmulos alargados con cámara, sin embargo, parecen haber sido concebidos principalmente como lugares de enterramiento.

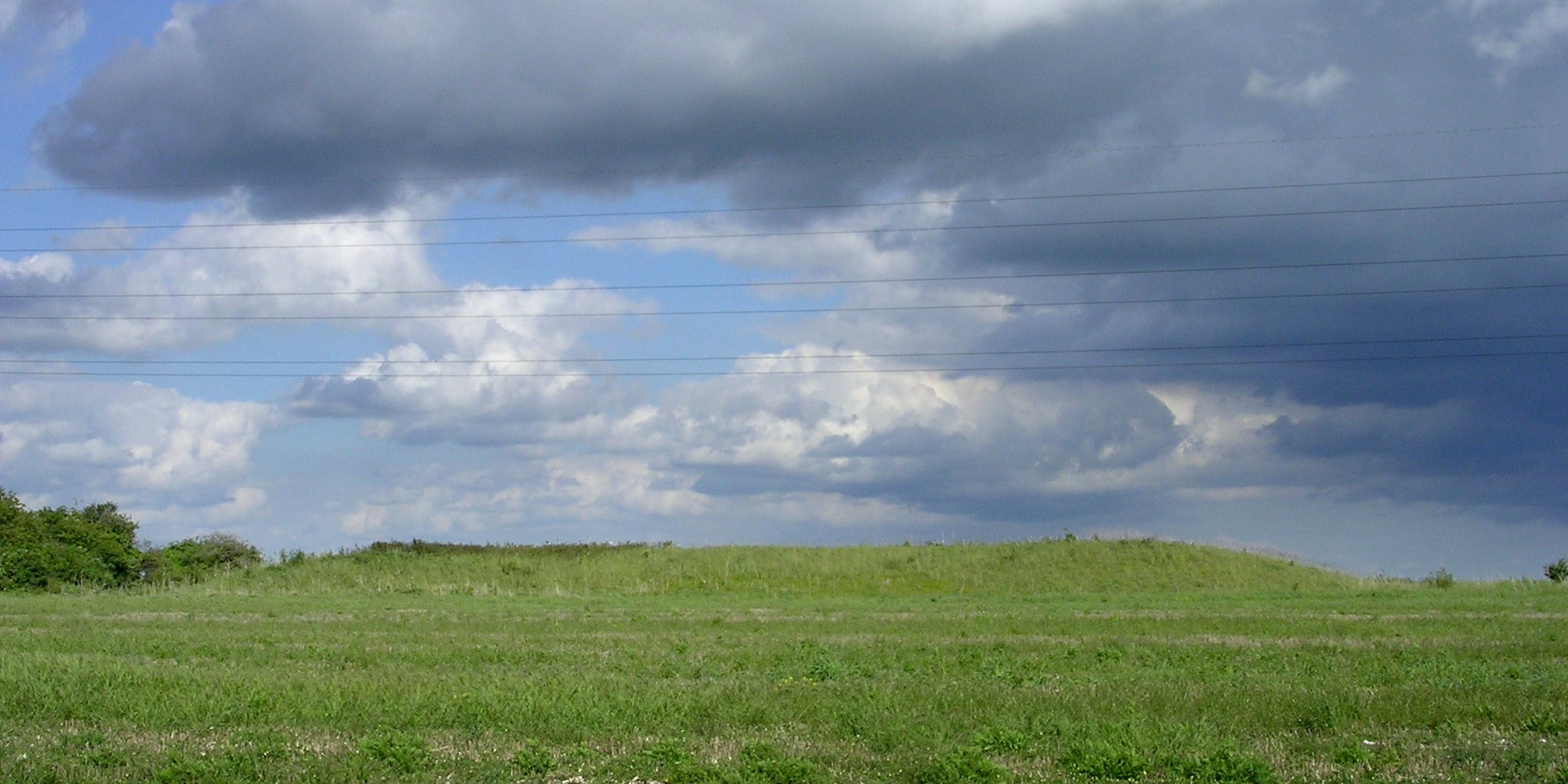
Grans Barrow en Toyd Down, Hampshire, Reino Unido. El promontorio del túmulo alargado tiene unas dimensiones de 60 metros de largo, 20 de ancho y 2 de alto.

## Túmulos alargados en otros países

### Rusia
Birger Nerman excavó numerosos túmulos alargados de los Krivich en el municipio de Izborsk, Rusia.

### Dinamarca
Grønsalen, en la isla de Møn, es el túmulo alargado mayor de Dinamarca.